# Audi quattro
Audi Quattro (quattro в переводе с итал. — «четыре») — дорожный и раллийный автомобиль, производившийся в Германии автомобилестроительной компанией Audi. Впервые был показан на Женевском автосалоне 3 марта 1980 года.

## История

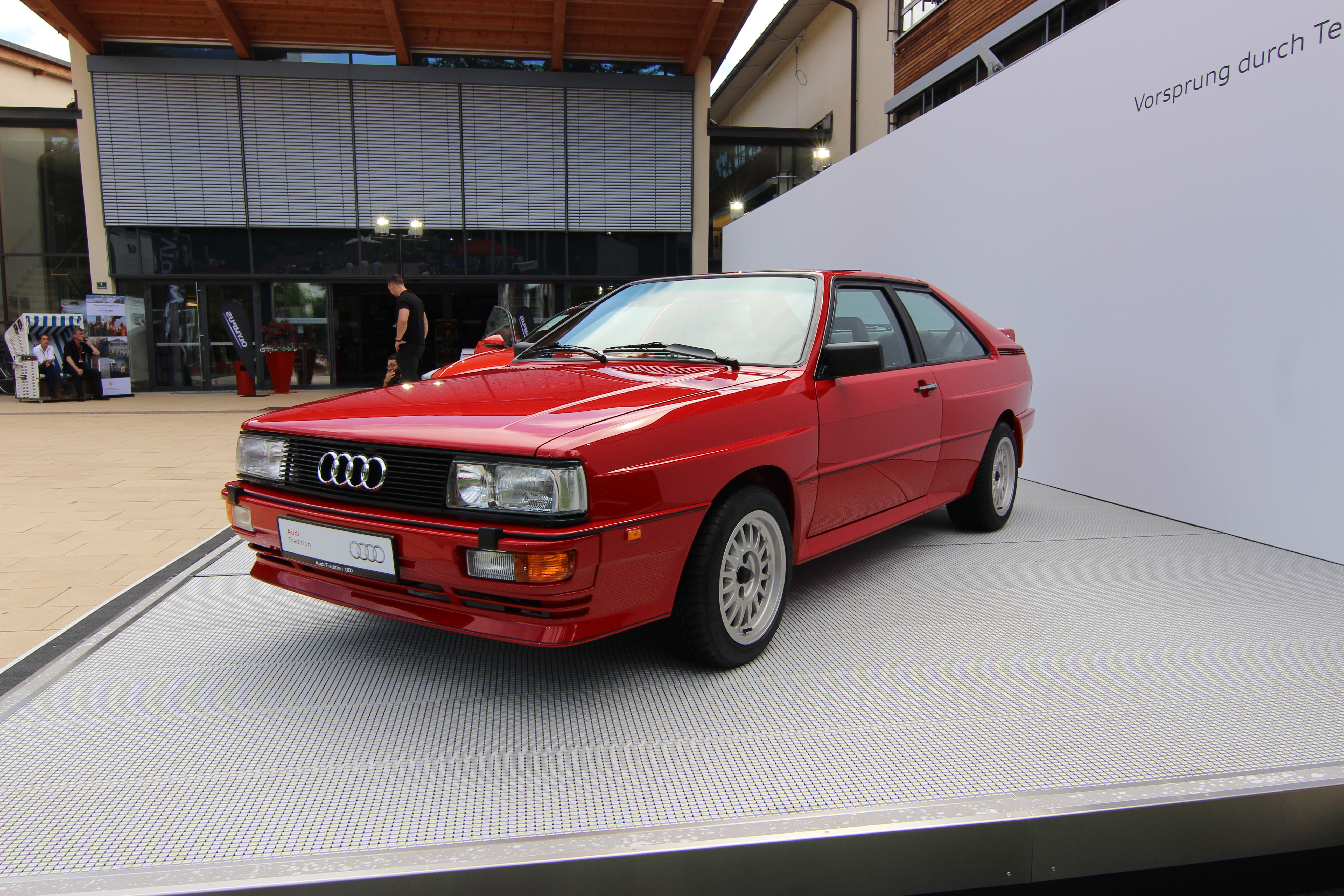
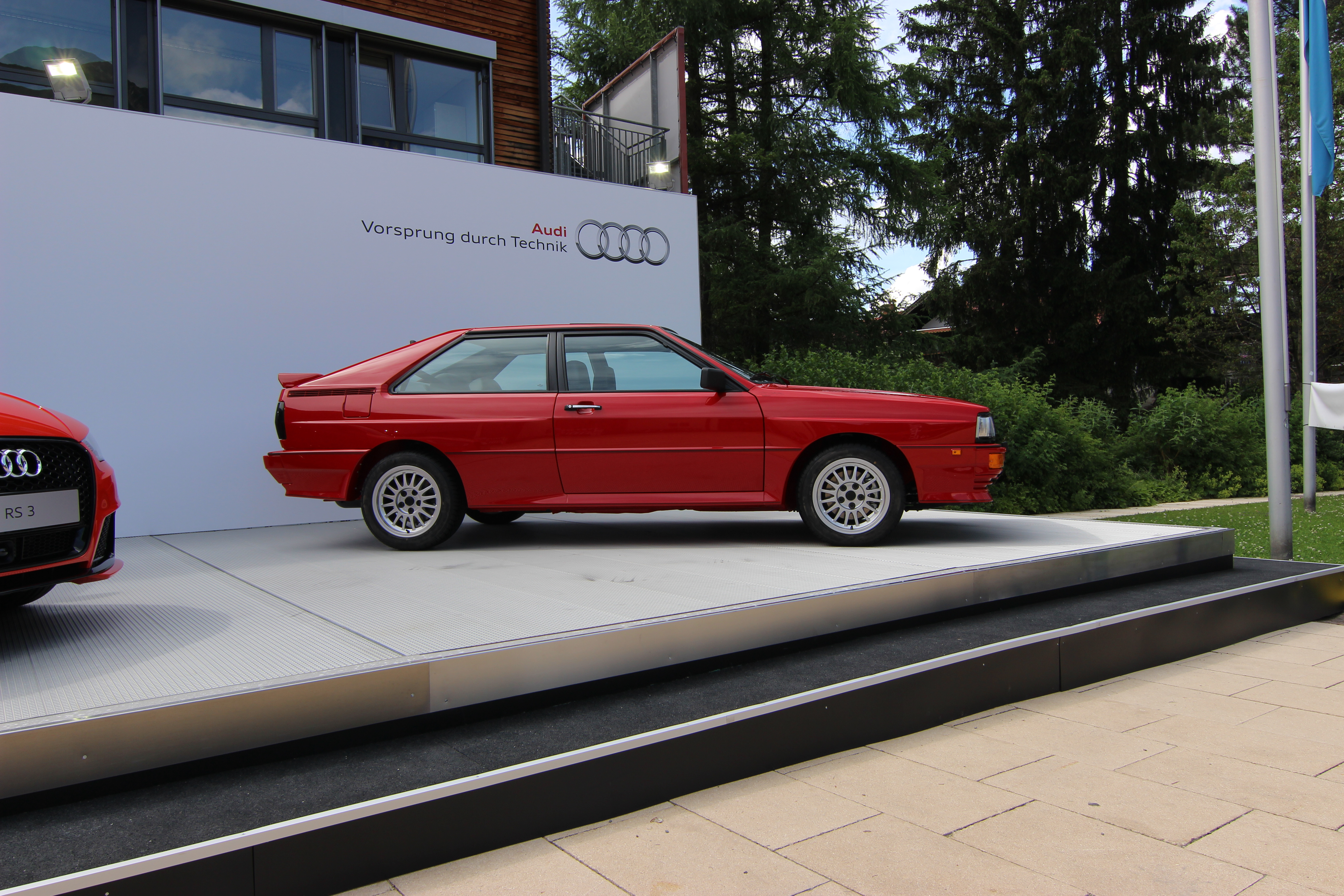
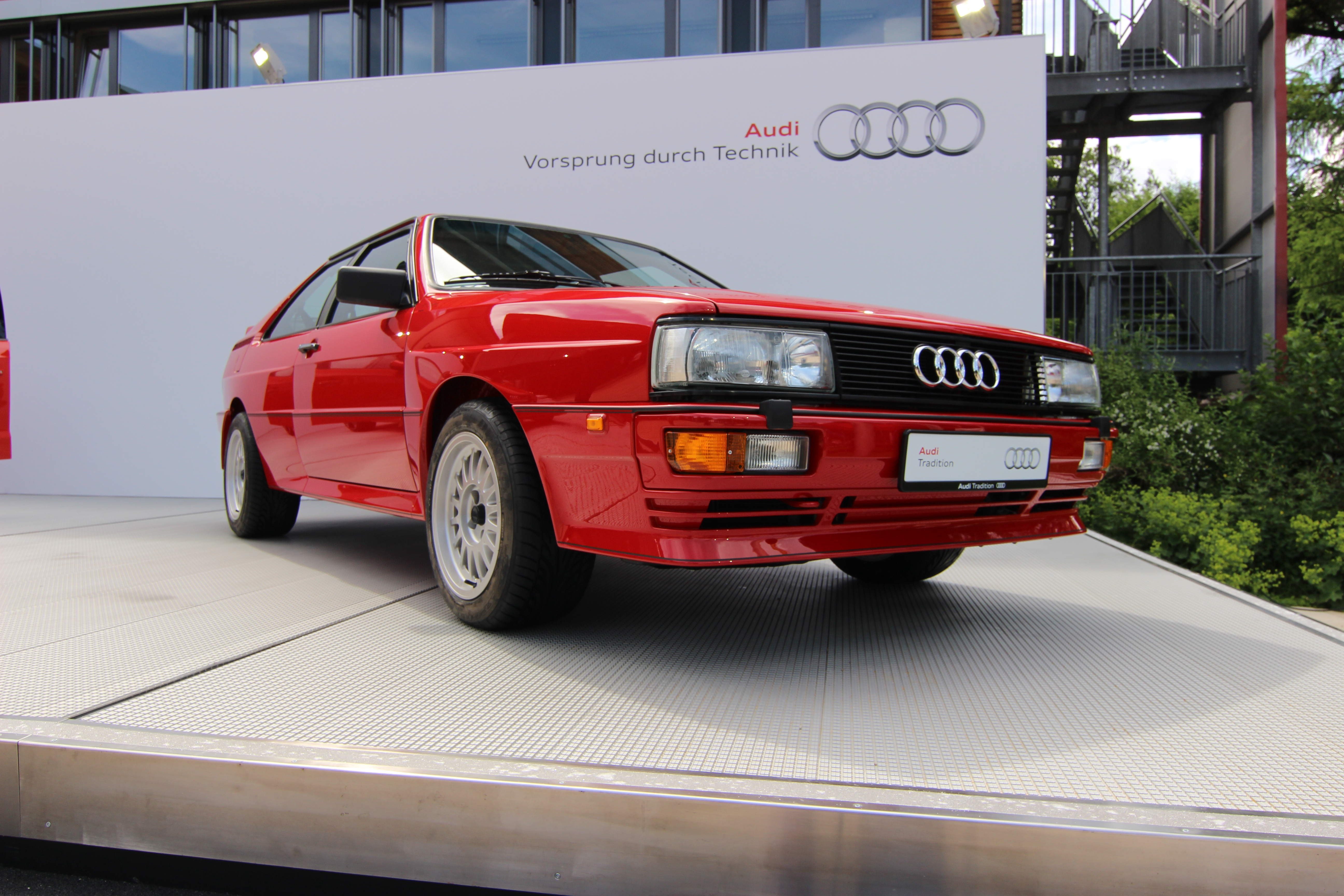
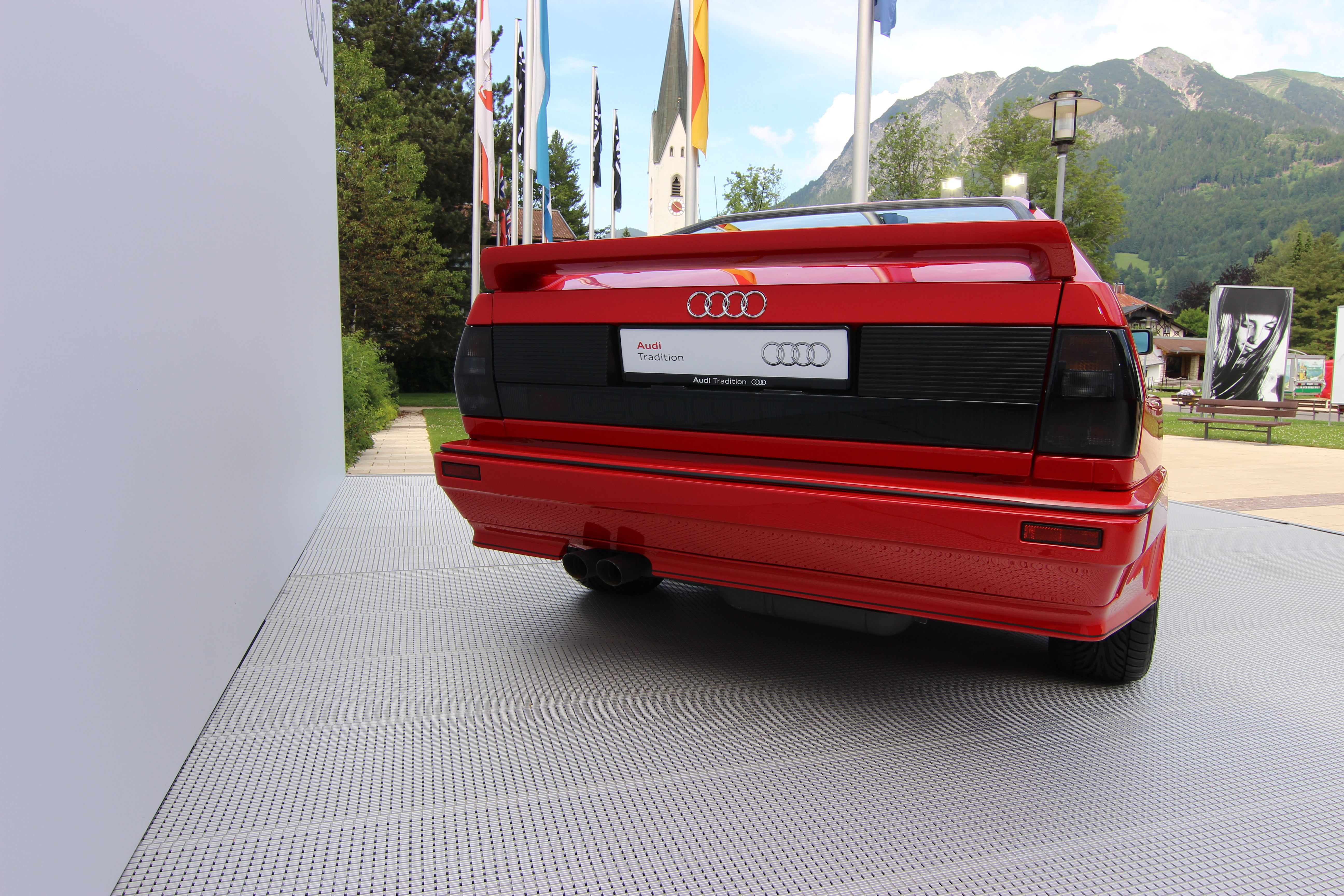
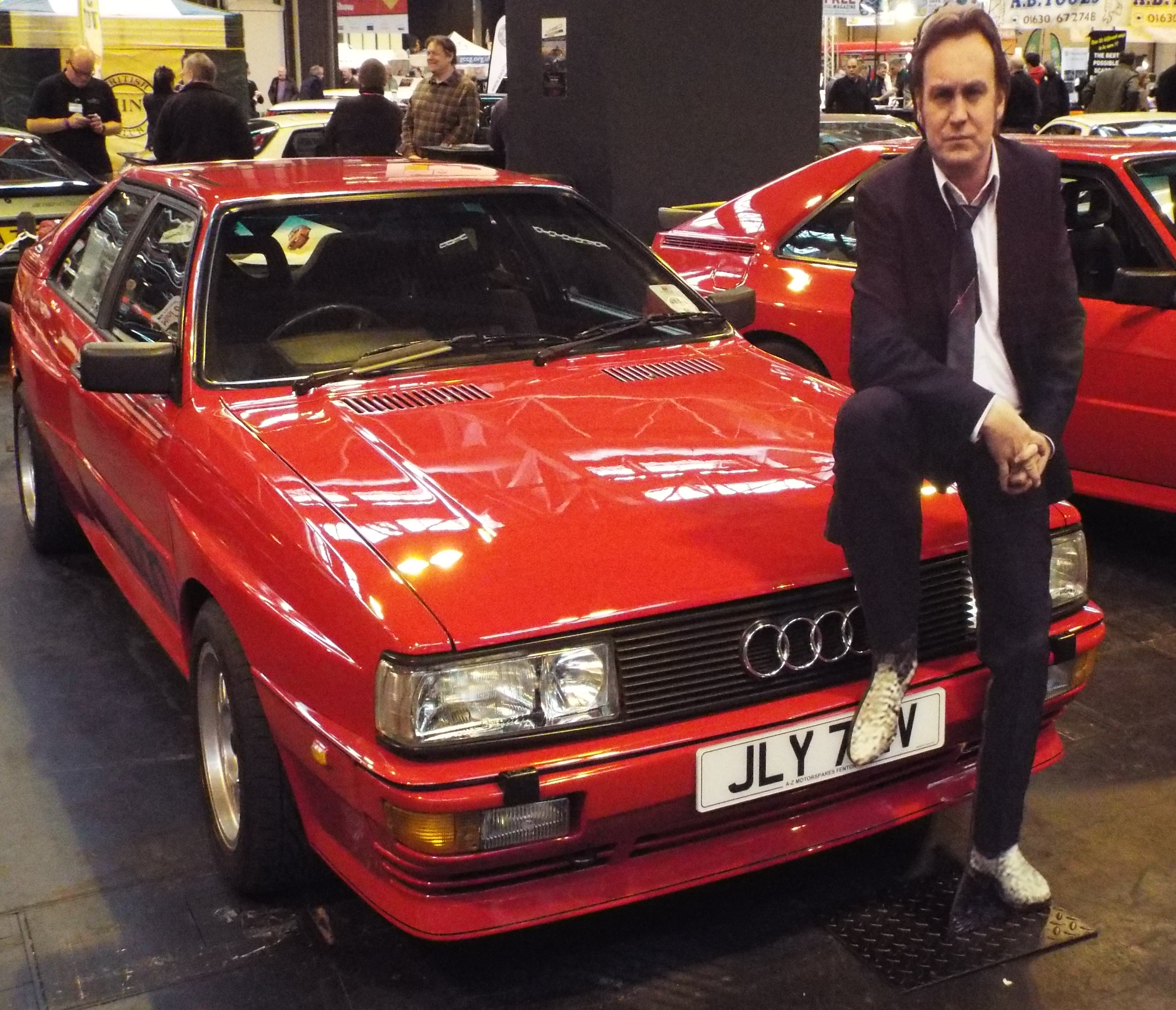

Слово quattro произошло от итальянского слова «четыре», чтобы обозначить тот факт, что автомобиль передает мощность на все четыре колеса, оно отлично сочеталось с четырьмя кольцами на логотипе Audi которая позднее так же интерпретировалась как 4 колеса автомобиля. Название quattro также использовалось Audi для обозначения системы полного привода на любой другой полноприводной версии Audi. Оригинальную модель Quattro также обычно называют Ur-Quattro — « Ur- » ( нем . «изначальный», «оригинальный» или «первый в своем роде») — это увеличительная приставка. Идея такого автомобиля пришла к инженеру Audi - Йоргу Бензингеру .
Идея создания высокопроизводительного полноприводного автомобиля была предложена в 1977 году инженером по шасси Audi Йоргом Бенсингером после того, как он обнаружил, что военный автомобиль Volkswagen Iltis может превзойти другие транспортные средства при испытаниях на снегу. Вариант Audi 80 был разработан совместно с Вальтером Трезером, директором по предварительным разработкам. В конце 1980 года компания Audi представила европейскому потребителю оригинальный Quattro  , оснащенный системой постоянного полного привода quattro от Audi , и ставший первым автомобилем, сочетающим переднемоторную компоновку с полным приводом и турбированным двигателем. Продажи Quattro в Северной Америке начались в 1983 модельном году .  Они вышли на рынок полноприводных автомобилей , созданный AMC Eagle , первой линейкой легковых автомобилей с постоянным автоматическим полным приводом, которая вышла в массовое производство.  Небольшой универсал Subaru Leone предлагал опциональную систему частичного полного привода на рынке США, начиная с 1975 года. 

## Описание
Audi quattro — первый автомобиль, с которым автопроизводитель использовал нововведения FIA 1979 года в правилах, позволявшие заявлять полноприводные автомобили в зачёт марок чемпионата мира по ралли. На модели был дважды подряд (в 1983 и 1984 годах) выигран мировой раллийный чемпионат в личном зачёте, а в 1984 и в зачёте производителей.

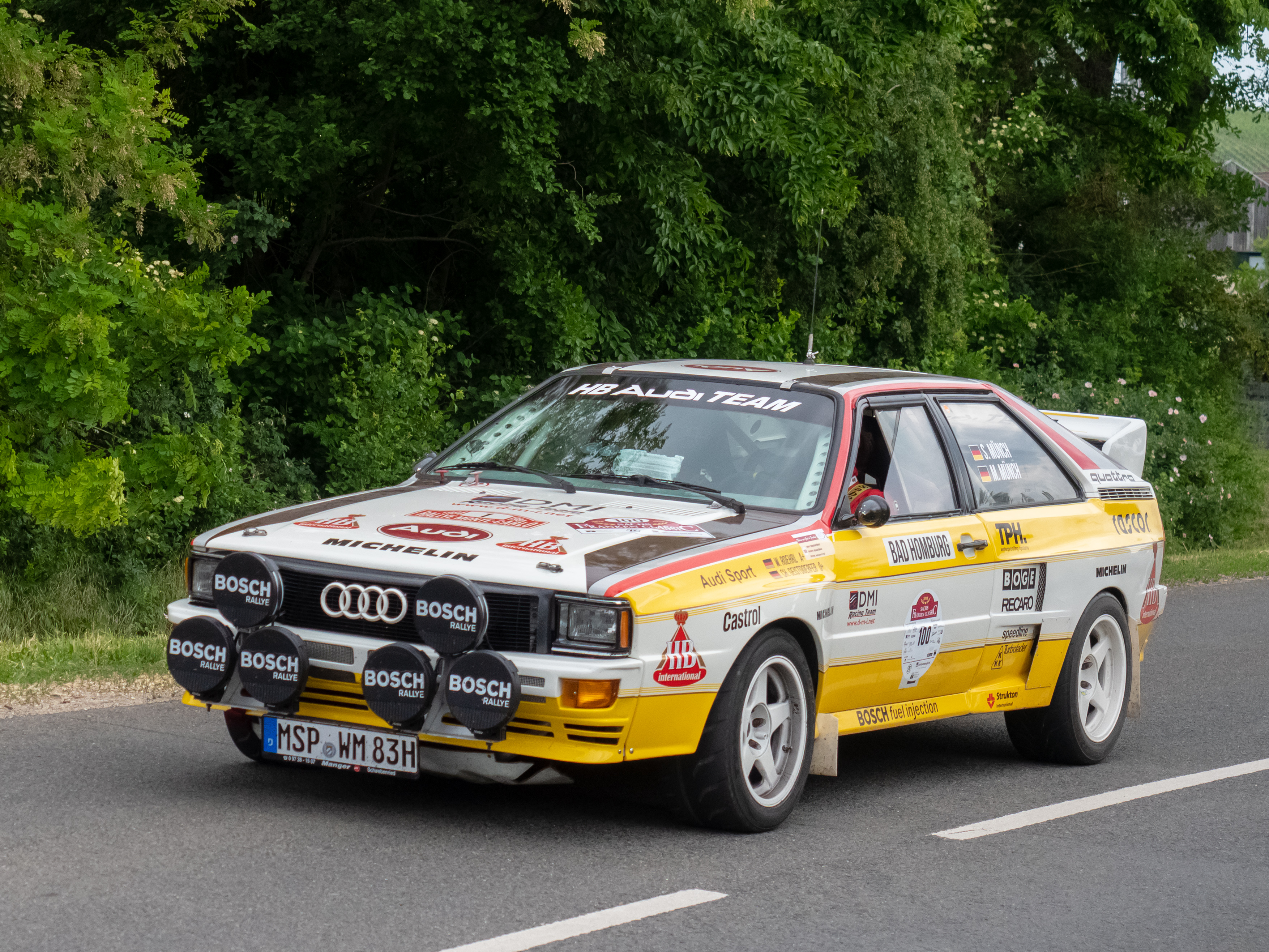
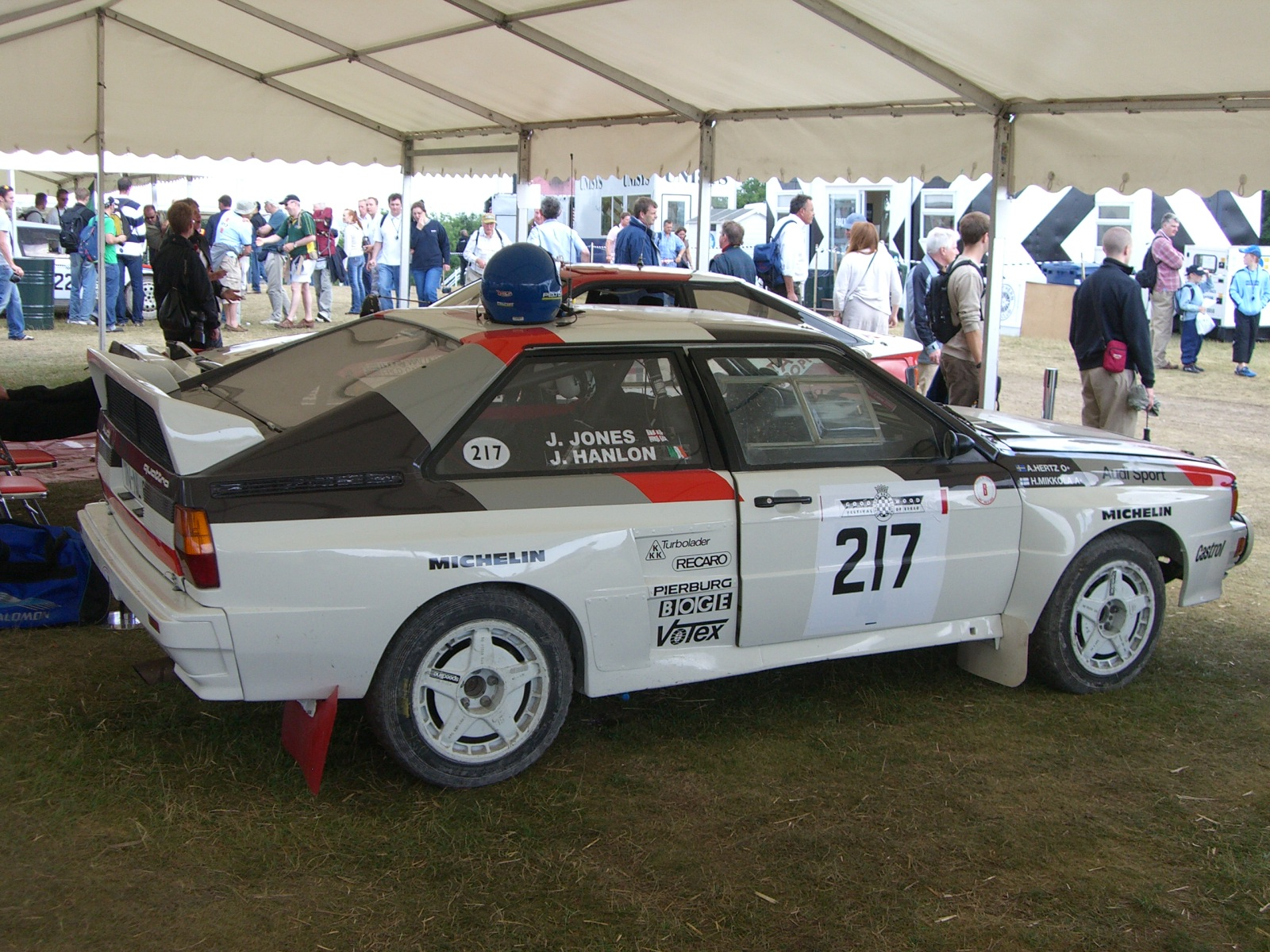
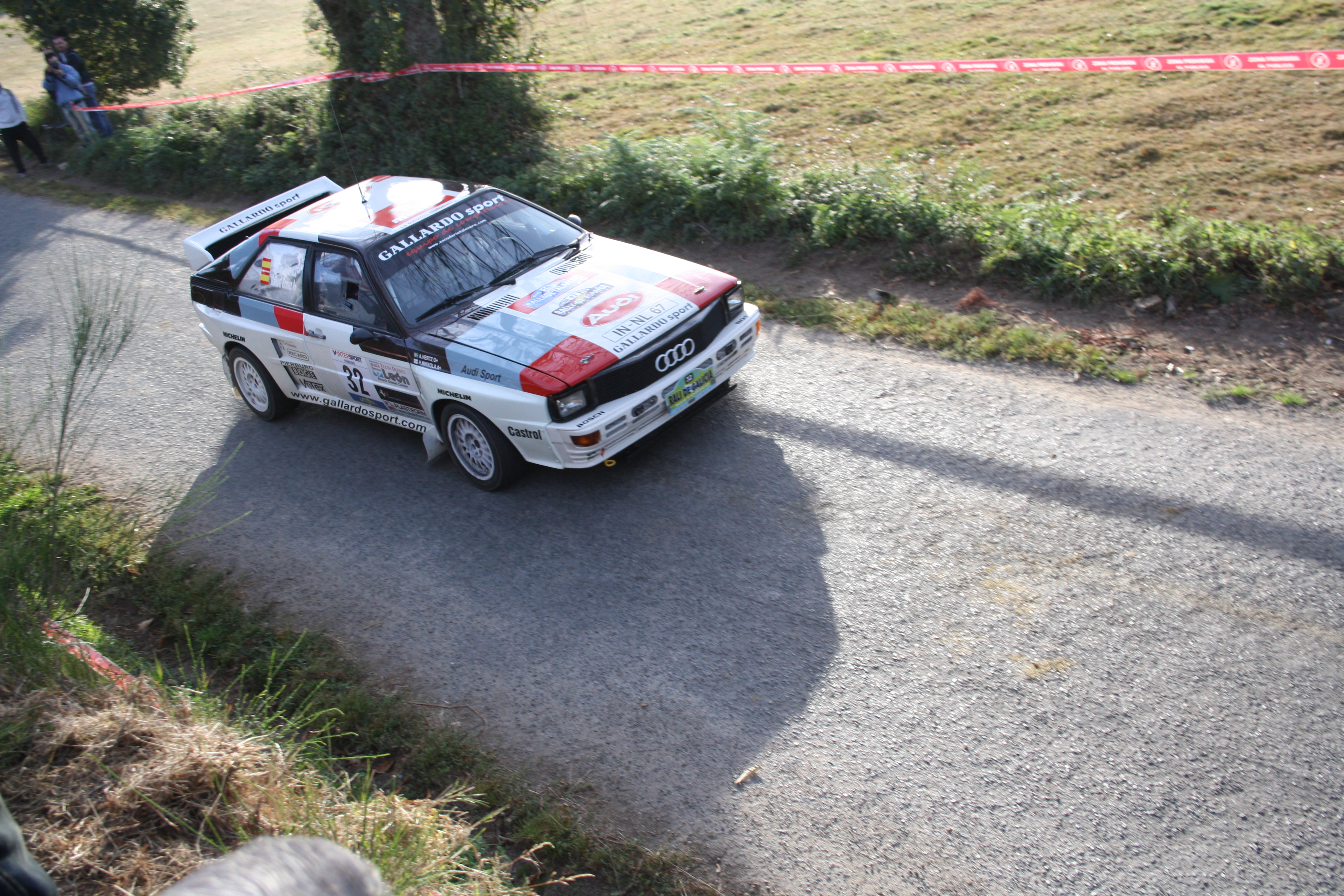
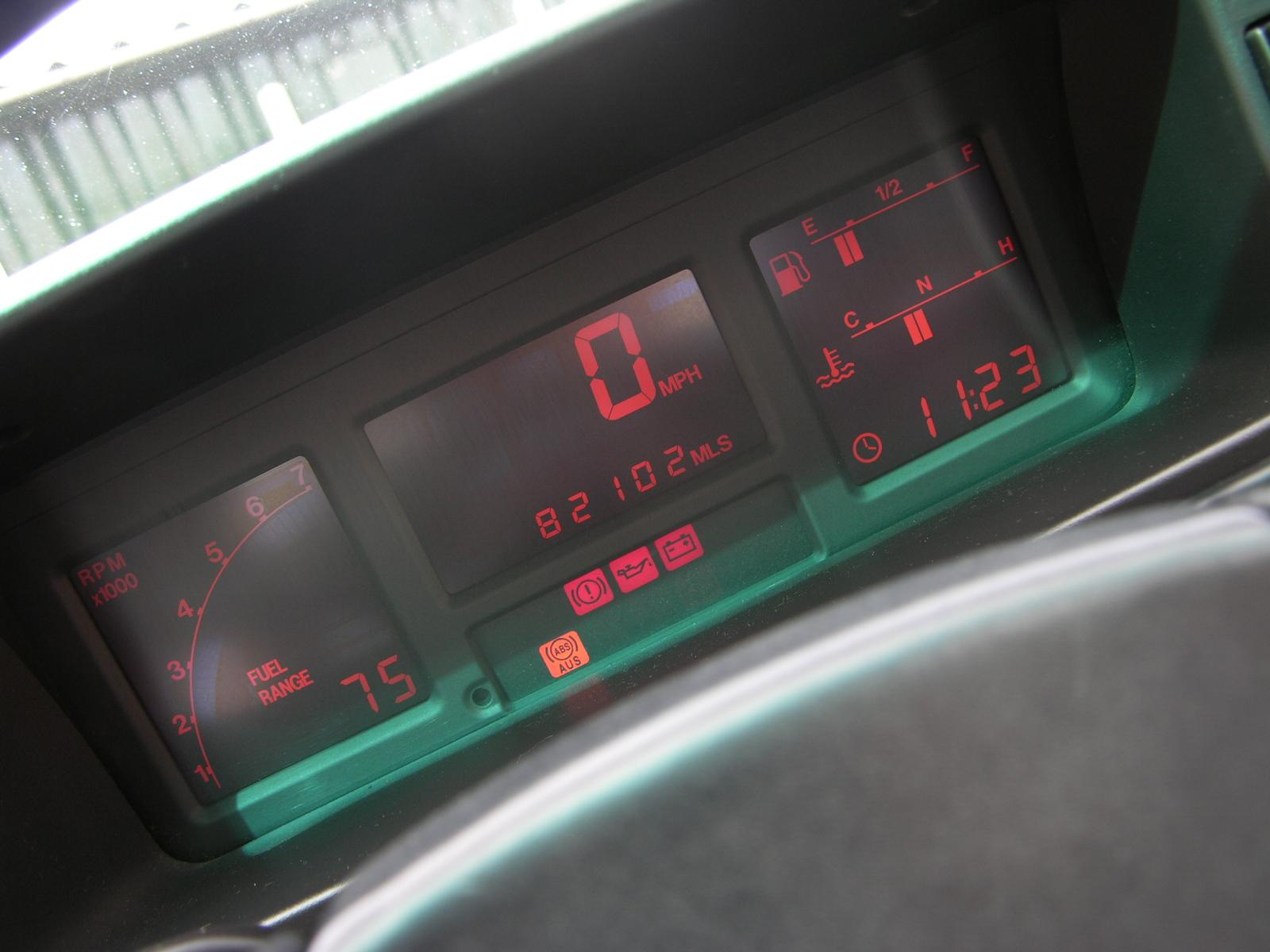
Панель приборов

Audi quattro позаимствовал множество компонентов и основу дизайна кузова от Audi Coupé, основанного на платформе Audi 80 (B2). Характерные колёсные арки были стилизованы Мартином Смитом.

## Модификации
- Audi Sport quattro
- Audi Sport quattro S1
- Audi Sport quattro RS 002

### Концепты
- Audi quattro concept (2010 год)
- Audi quattro concept (2013 год)

## quattro concept

#### Audi Shooting Brake (2005)

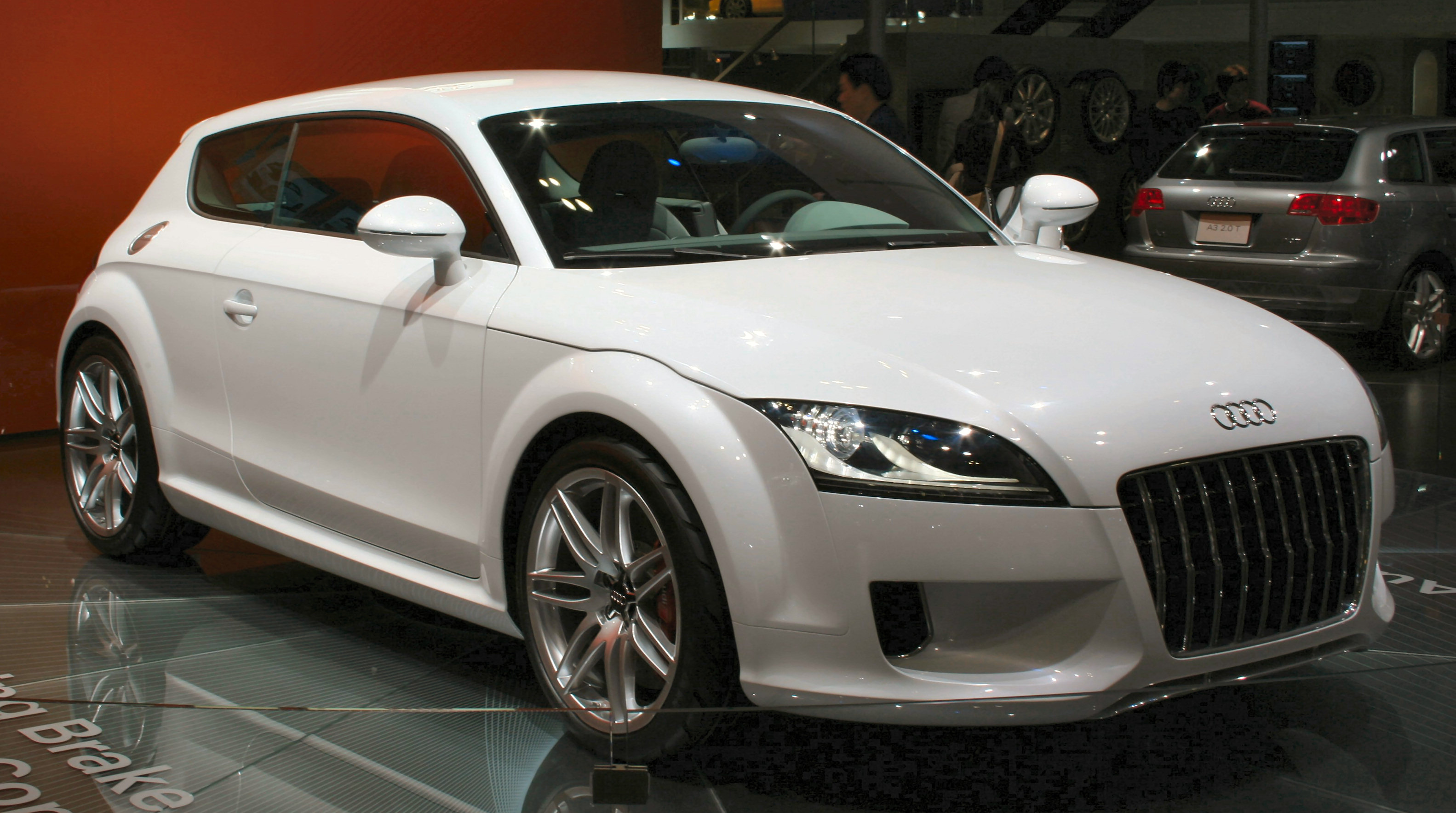
Audi Shooting Brake 2005

Концепт-кар, показанный в Токийском автосалоне в 2005 году был основан на базе Audi TT второго поколения. Новая форма кузова приобрела силуэт и черты горячего хетчбэка и был вдохновлён легендарными автомобилями Audi Sport Quattro и Ur-Quattro.

### quattro concept 2010

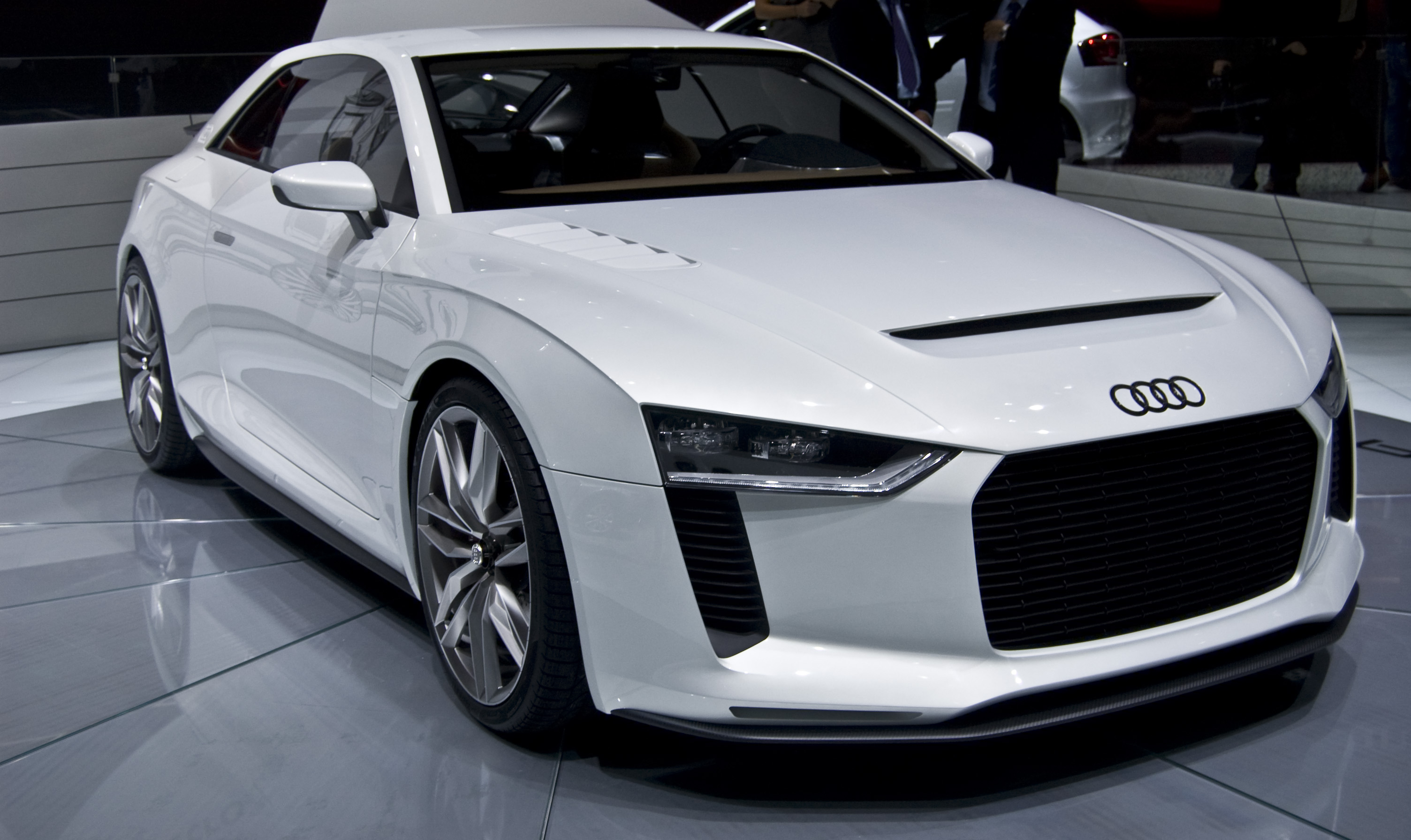
2010 concept

Концепт-кар производства Audi, впервые был представлен в 2010 году на Парижском автосалоне. Выпуск Audi quattro concept был приурочен к 30-летию с премьеры оригинального Audi quattro и технологии quattro. Было заявлено, что компания выпустит 200—500 таких автомобилей по цене не более 100 000 евро, но в 2012 году стало известно, что эти планы отложены.

#### Описание
Полноприводный автомобиль создан на базе Audi RS5, отличается укороченной на 151 мм колёсной базой. Тип — двухдверное купе. Кузов сделан из алюминия с использованием углепластиковых компонентов. Дизайнер — Эрнест Царукян, выпускник МАМИ.
Основные характеристики
- Двигатель: 402,3[11] л. с. (300 кВт), объём — 2,5 литра, рядный пятицилиндровый, турбо
- Соотношение мощность-масса[англ.]: 309,5 л. с. / т.

### quattro concept 2013

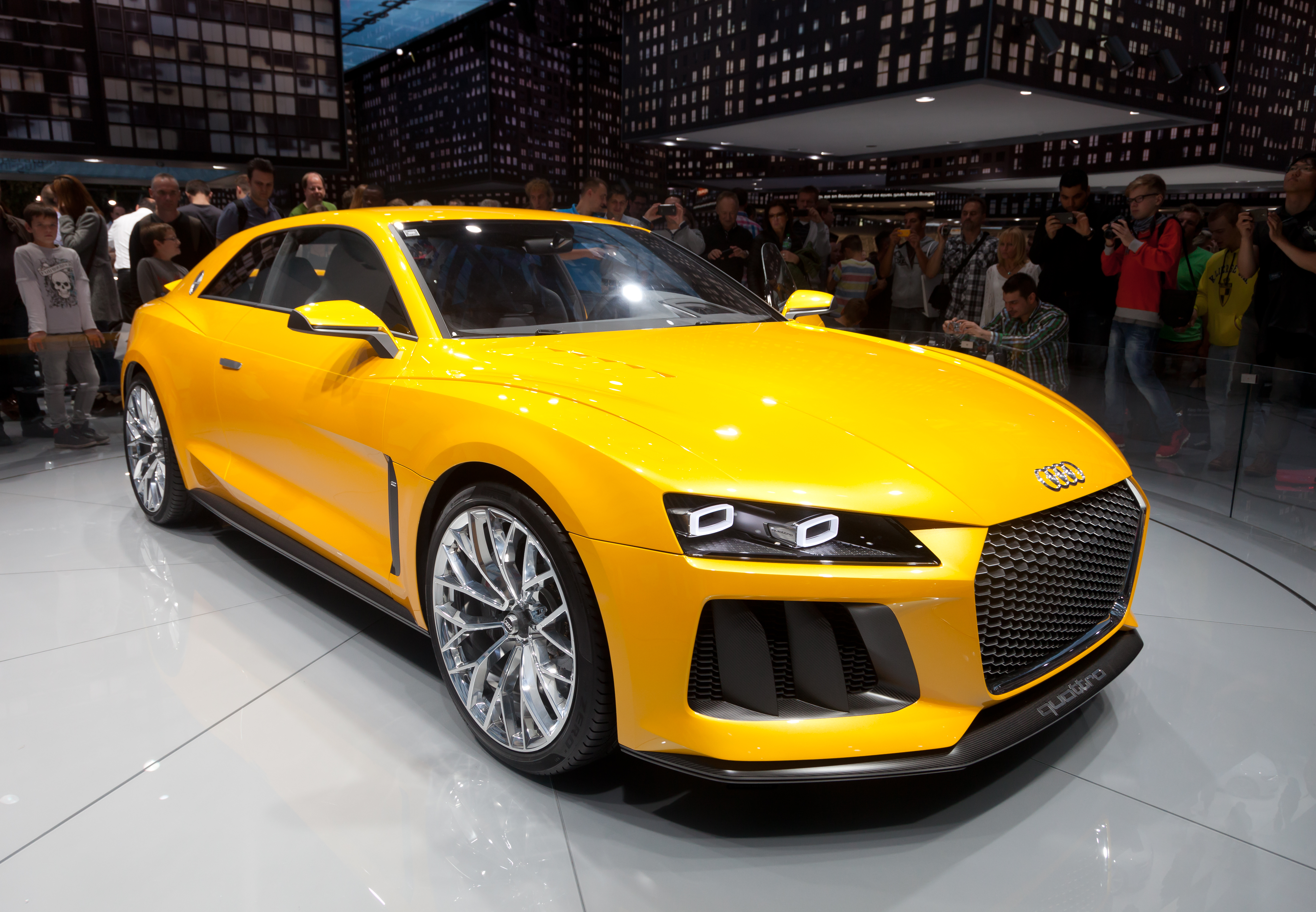
2013 concept

Audi quattro concept был представлен на Франкфуртском автосалоне 2013 года.
Концепт оснащен гибридным двигателем мощностью 700 л. с. состоит из V8 TFSI и электрического двигателя приблизительно 150 л. с. Разгон от 0 до 100 км/ч занимает 3.7 секунд. Максимальная скорость 305 км/ч. Концепт выпущен ограниченной серией 250—500 единиц.

## См.Также
- Audi A1
- Audi A3
- Audi Shooting Brake
- Audi Steppenwolf
- Audi TT offroad
- Audi Crosslane Coupe